# Верхнеудинский уезд
Верхнеу́динский уе́зд (Верхнеу́динский о́круг) — административно-территориальная единица в Иркутской губернии (до 1851 года) и Забайкальской области Российской империи. Административный центр — город Верхнеудинск.

## История

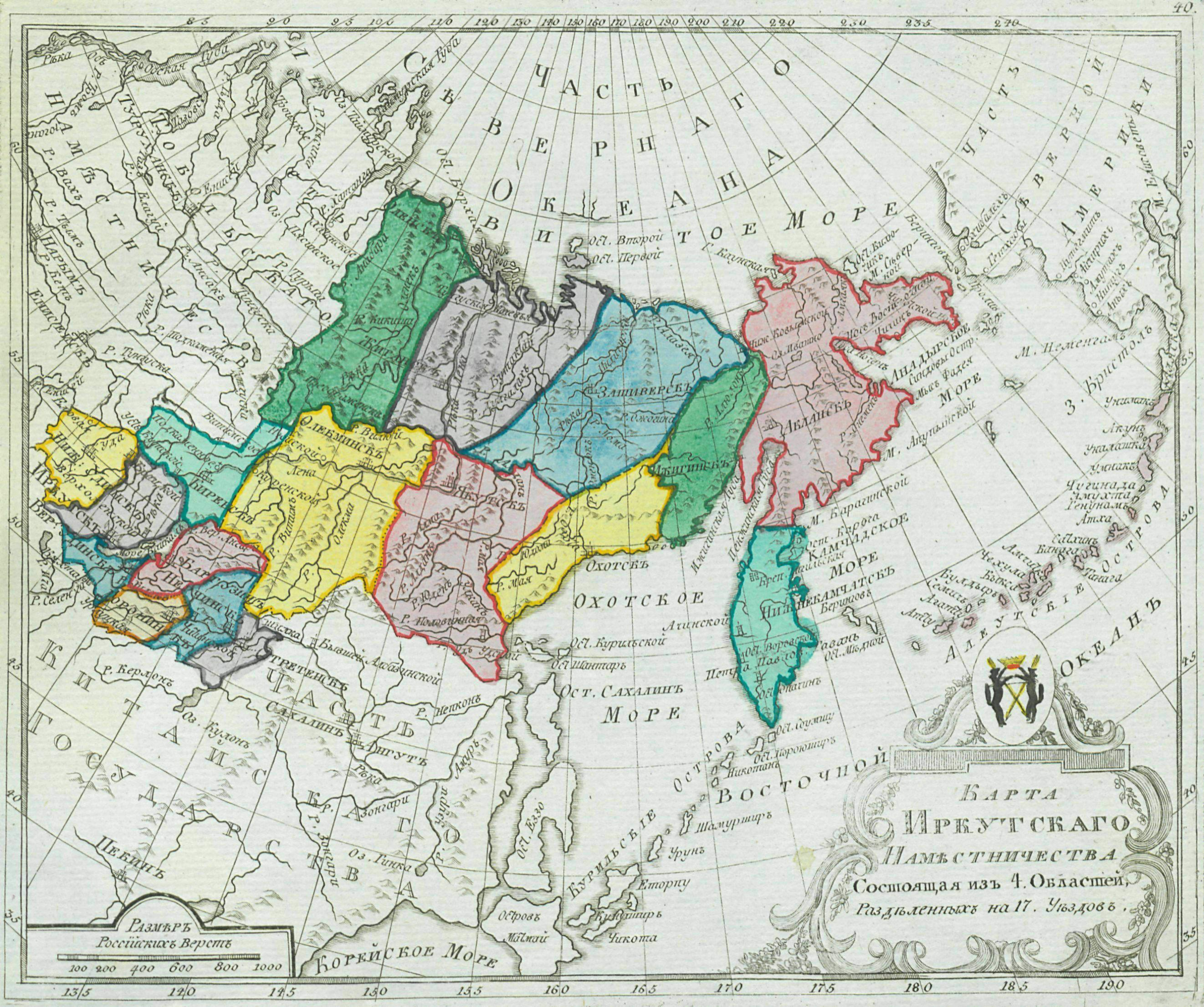
Карта Иркутского наместничества, 1792 год

В 1783 году образован Удинский уезд (позднее Верхнеудинский округ) Иркутской губернии.
С образованием в 1851 году Забайкальской области Верхнеудинский и Нерчинский округа Забайкалья вошли в её состав.
В 1870 году из Верхнеудинского округа выделены Баргузинский и Селенгинский округа, в 1872 году — Троицкосавский округ.
В 1901 году Верхнеудинский округ преобразован в Верхнеудинский уезд.
В 1923 году Верхнеудинский уезд вошёл в состав новообразованной Бурят-Монгольской АССР.
В октябре 1927 года Верхнеудинский уезд переименован в Верхнеудинский район.
1 октября 1933 года Постановлением ВЦИК РСФСР Верхнеудинский район переименован в Тарбагатайский район.

## География

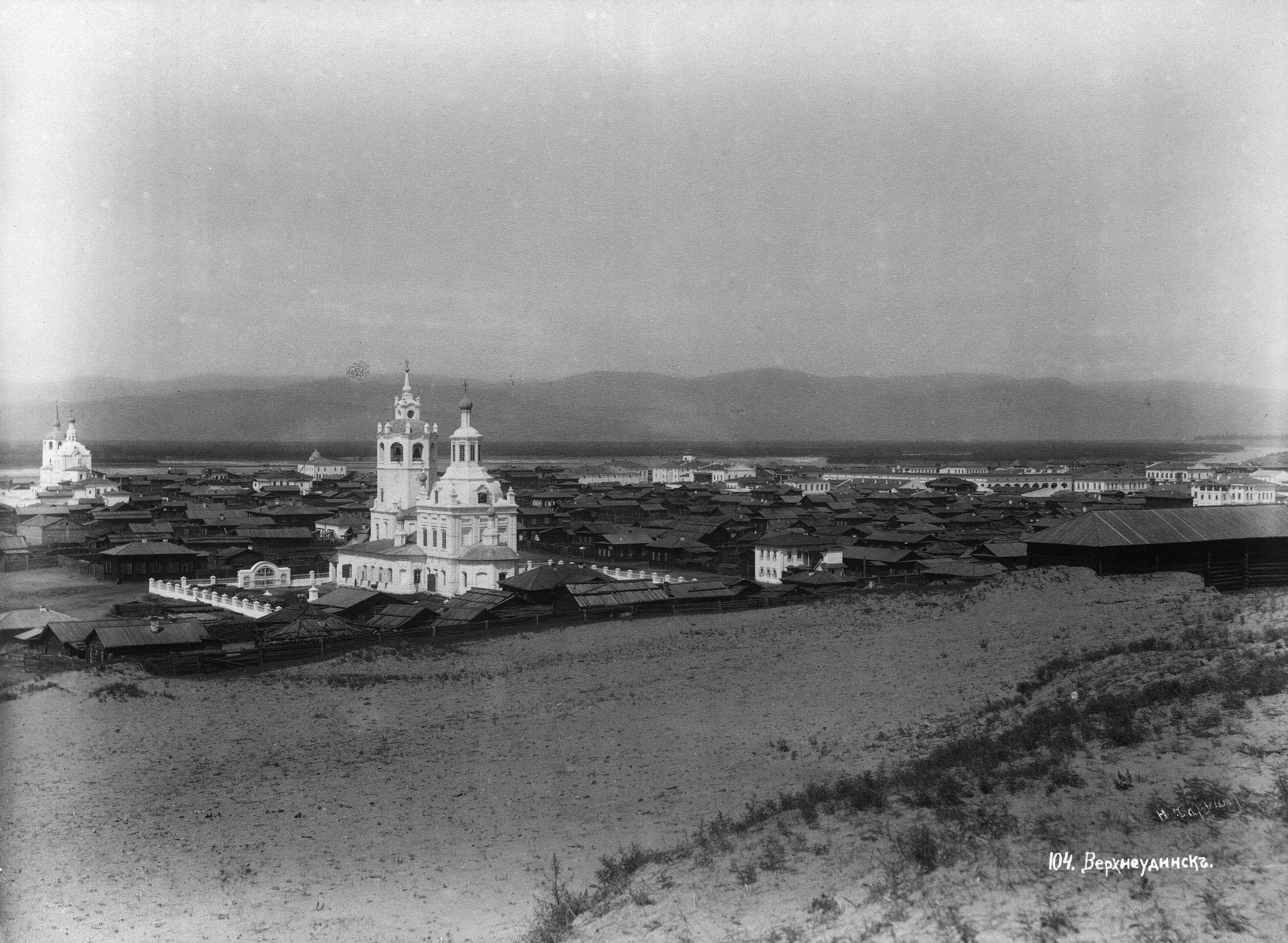
Верхнеудинск. 1890 год

### Географическое положение
Верхнеудинский округ на западе был ограничен рекой Селенгой, на севере — хребтом Улан-Бургасы, проходящему по правому берегу реки Уды, на востоке — хребтами, проходящими от вершины Уды к горному узлу Сохондо; от этого узла на запад округ соприкасался с границами Китайской империи.

### Рельеф
Материал из Энциклопедии Брокгауза и Эфрона
Поверхность округа гориста и представляет общую покатость на запад, по которой изливаются в Селенгу три значительнейшие в округе реки: Уда, Хилок и Чикой, так что округ естественным образом делится на три долины; долина Уды — самая северная, Хилка — средняя, Чикоя — южная; первые две входят в состав округа целиком, Чикойская только верхней своей половиной (нижняя принадлежит Троицкосавскому округу).
Облегающие округ с севера и востока высокие хребты затрудняют сообщение с прилегающими к нему на севере землями округов Селенгинского и Баргузинского и на востоке — Читинского и Нерчинского. Граница округа открыта только на западе и отчасти на юге, где прилегает к Китайской империи; на востоке же самый удобный пункт для сообщения с восточной половиной области находится в вершинах р. Уды; тут проходит главный (Московский) тракт, здесь же предполагается в будущем проложить и рельсовый путь. Из Верхнеудинска, лежащего при устье Уды в северо-западном углу округа, тракт идет вверх по р. Уде и у ст. Верхнеудинской достигает начала перевала через Яблонный хребет. Отсюда до лежащей уже в системе Ингоды ст. Домно-Ключевской на протяжении 90 вёрст дорога пересекает хребет; перевал имеет вид безлесной, зимой не покрываемой снегом степи с рассеянными по ней горными озёрами, например, Еравнинское и др. Высшая точка перевала находится у дер. Шакшинской и не поднимается выше 3400 футов абсолютной высоты; то есть только на 1810 футов выше Верхнеудинска, самого низкого места в округе (1590 футов). Через горный отрог, проходящий по правому берегу Уды, на его северную сторону ведут только труднопроходимые тропинки, и более удобный проход существует только в вершинах р. Итанцы.
Немногим доступнее та часть Яблонного хребта, в которой разветвляются вершины Хилка, и ещё менее переходим водораздел между Чикоем и Ингодой; здесь только зимой устанавливается путь, по которому проходят обозы с хлебом из Чикойской долины в восточную часть области. Между долинами Уды, Хилка, Чикоя и др. проходят второстепенные гряды, носящие частные имена: Хухайта между Удой и её левым притоком Худуном, Цаган-Хунтей, Цаган-Бельчир, Цаган-да и Заганские горы между Удой и Хилком, Малханский хребет между Хилком и Чикоем. Эти промежуточные гряды на западе достигают до берегов Селенги и образуют приречные скалы. Самая высшая точка в округе находится в юго-восточном углу его: Чокондо (Сохондо), 8040 футов абсолютной высоты.
Долина Уды, самая большая из трех, менее других удобна для оседлости; она представляет песчаную степь, зимой бесснежную, летом покрытую скудной степной растительностью; хребет, проходящий по правому берегу, поднимается крутой стеной, разрезанной тесными ущельями, в которых текут горные ручьи, горхоны по-бурятски, не добегающие до Уды; вершины хребта покрыты тайгой, нижние горизонты сосновым лесом; донья ущелий тесны, болотисты и заросли лесом из елей и лиственниц, который выбегает из гор на Удинскую долину; эти болотистые хвойные согры, пересекающие долину, называются по-бурятски шибирами. В долине Хилка степные участки, находящиеся в распадках гор, перемежаются с лесисто-горными, и здесь условия для оседлости благоприятнее.
Между Удой и Хилком лежит короткая, не начинающаяся на водораздельном хребте, но самостоятельная долина р. Тугнуй, отличающаяся наиболее выраженными степными чертами, обильная солончаками и галофитами.
Долина Чикоя на всем протяжении имеет горный характер, проходит между тесными лесистыми горами и изобилует живописными местами, из кот. самыми красивыми считаются окрестности села Гремячего. Долина Чикоя слывет житницей Забайкалья. Леса рассеяны по всему округу; самые густые находятся на хребтах, образующих северную и восточную окраины округа; но и горы внутри округа покрыты перелесками из сосны и лиственницы; оголенные скалы чаще встречаются подле Селенги. В округе есть минеральные Емаровские ключи, в верховьях Чикоя.

## Демография
На 1889 год жителей в округе, за исключением населения города Верхнеудинска, было 142 159 человек, составлявшие 20 волостей, 1 отдельное сельское общество и 1 бурятскую степную думу (Хоринская).
Русские были сосредоточено в основном в низовьях Хилка и Чикоя; значительная часть его — семейские (старообрядцы, выселенные при Екатерине II из Черниговской губернии), живущие большими селениями.
Буряты занимали правый берег Уды от Верхнеудинска до верховьев реки и долины её притоков Курбы, Оны и Худуна, а также верхние долины Хилка (с долиной Тугнуя) и Чикоя. Большинство бурят принадлежало к крупному племени хори, которое разделяется на 11 родов. В южную часть округа входили селенгинские буряты (преимущественно рода цонгол).

## Административное деление
Волости Верхнеудинского округа в 1891 году (из Памятной книги Забайкальской области):
КОРОТКОВСКАЯ Поселения: Шимбиликское, Захаровское, Осиновское, Фоминическое, Дурновское, Коротковское, Коротковское Ц., Большаковское, Борохоевское Ц.
КРАСНОЯРСКАЯ. Поселения: Малоархангельское, Красноярское, Выезжинское, Архангельское Ц., Шебартуевское.
БАЙХОРОВСКАЯ. Поселения: Байхоровское Ц., Гремячинское, Мостовочное, Этыкейское, Шинокс. И Устьмензин., Котойское, Моргитуйское, Верхне-Шергальжинское, Средне-Шергальжинское.
НИЖНЕНАРЫМСКАЯ. Поселения: Албитуйское, Нижненарымское, Нижненарымское (Сивачи) Ц., Верхненарымское, Доложинское, Гутайское, Хилкотойское.
УРЛУКСКАЯ. Поселения: Жиндоконское, Жиндинское Ц., Голдановское, Читканское, Урлукское, Нач. уч., Ц. мж. с. ф. Баинбулыкское.
ТАМИРСКАЯ. Поселения: Кударинское Ц., Уладуйское, Ошунское, Жарниковское, Дунгуйское, Хамнагадайское, Киретское, Шазагадайское, Ургуркуйское, Тамирское. Нач. уч., Ц.,
Укыршенуйское отдельное сельское общество. Поселения: Укырское, Шонуйское, Мензинское Ц.
МАЛОКУНАЛЕЙСКАЯ. Поселения: Малокуналейское (Хилокское) Ц. мж. с. ф. Красноярское, Буйское, Усколугское Ц.
Малетинская. Пещанск. и Старозардалинское сельские общества, Новозардалинское сельское общество. Ново-Никольское, сельское общество. Поселение: Новохотойское Ц., Малетинское сельское общество. Поселения: Малетинское, Сохотойское, Алентуйское сельское общество. Катаевское сельское общество. Поселения: Катаевское, Кандабаевское. Орсучное сельское общество. Поселения: Орсучное, Кокуйское, Катангарское, Кулевское сельское общество. Поселения: Кулевское, Тарбагатайское Ц.
БИЧУРСКАЯ. Новобичурское селение, Прист., Ц., Единов. Ц.
ЕЛАНСКАЯ. Старобичурское сельское общество Ц., Сухорутское сельское общество, Еланское сельское общество Ц., Мангиртуевское сельское общество. Поселения: Верхне-Мангиртуй, Нижне-Мангиртуй. Топкинское сельское общество, Баяндаевское сельское общество.
ОКИНО-КЛЮЧЕВСКАЯ. Поселения: Окино-Ключевское Вол. Пр., Билютойское.
НИКОЛЬСКАЯ. Поселения: Хараузское, Никольское Вол. Пр., Хонхолойское.
МУХОРШИБИРСКАЯ. Поселения: Харашибирское Ц., Вол. Пр., Мухоршибирское, Ц., Старо-Заганское, Ново-Заганское, Шералдайское.
КЛЮЧЕВСКАЯ. Поселения: Подлопаточное Ц., Вол. Пр., Харитоновское, Барыкинское, Ключевское Ц., Кандагатайское.
ТАРБАГАТАЙСКАЯ. Поселения: Тарбагатайская Прист., Нач. уч., Ц., Вол. Пр., Единов. Ц., Верхне-Жиримское, Нижне-Жиримское, Бурнашевское, Десятниковское, Барское, Нестеревское, Саянтуевское.
КУНАЛЕЙСКАЯ. Поселения: Куналейское Ц., Вол. Пр.
КУЙТУНСКАЯ. Поселения: Куйтунское Ц., Вол. Пр., Надеинское.
БРЯНСКАЯ. Поселения: Ново-Брянское, Старо-Брянское, Талецкое.
КУЛЬСКАЯ. Поселения: Домно-Эравинское, Укырское, Телегр. ст., Ц., Вол. Пр., Погромнинское, Поперечинское, Булаганское, Онинооборское, Кульское, Прист. Почт. — тел. Отд., Нач. уч., Ц., мж. с. ф. Санномыское, Тарбагатайское, Верхне-Талецкое, Мухорталинское, Тынгиболдотское?, Старо-Курбинское, Ново-Курбинское, Ц., Уныгитэйское, Хосуртаевское, Беклемишевское, Шакшинское, Домно-Ключевское.
ПЕТРОВСКИЙ — ЗАВОД. Уч. Ц. Вол. Пр., больн. Гор. В. мж. с. вр. п. о.
ХОРИНСКАЯ СТЕПНАЯ ДУМА.
Сокращения:
Нач. уч. — начальное училище
Вол. Пр. — волостное правление
Ц. — церковь
мж. с. ф. — место жительства сельского фельдшера
В 1913 году в уезде было 22 волости:
| Волости: 1. Байхорская — с. Байхор, 2. Бичурская — с. Бичура, 3. Брянская — с. Ново-Брянское, 4. Верхнеталецкая — с. Верхнеталецкое, 5. Еланская — с. Еланское, 6. Ключевская — с. Ключевское, 7. Коротковская — с. Коротково, 8. Красноярская — с. Красный Яр, 9. Куналейская — с. Куналейское, 10. Куйтунская — с. Куйтун, 11. Малетинская — с. Малетинское, | 1. Мало-Куналейская — с. Малый Куналей, 2. Мухоршибирская — с Мухоршибирь, 3. Нижне-Нарымская — с. Нижний Нарым, 4. Никольская — с. Никольское, 5. Окино-Ключевская — с. Окино-Ключевское, 6. Погромнинская — с. Укыр, 7. Тамирская — с. Тамир, 8. Петровская — с. Петровско-Завод, 9. Погромнинская — с. Укырское 10. Тарбагатайская — с. Тарбагатай, 11. Укырь-Шонуйская — с. Укыр и Шонуй, 12. Урлукская — с. Урлук. |

## В 1914 году в составе уезда упоминаются
Волости:
1. Барун-Харганатская
2. Галзотская
3. Гочитская
4. Кубдутская
5. Харганатская
6. Хоацайская
7. Ходайская
8. Хонхолойская

Отдельное общество:
1. Энгеркское

### Ярмарки
В 1914 году в Верхнеудинском уезде Забайкальской области проводились ярмарки:
| Название ярмарки             | Место проведения                                | Время проведения                 | Основные товары                            |
| ---------------------------- | ----------------------------------------------- | -------------------------------- | ------------------------------------------ |
| Баргузинская                 | город Баргузин                                  | с 26 декабря по январь           | пушнина, невыделанная кожа, мясо, масло    |
| Улюнская                     | село Улюнское Баргузинской волости              | с 2 по 6 января                  | невыделанная кожа, мясо, шерсть, масло     |
| Ирконская                    | село Иркон Верхнеангарского отдельного общества | с 14 ноября по 15 февраля        | пушнина                                    |
| Нижнеангарская               | Нижнеангарское родовое управление               | с 6 до 20 декабря                | пушнина                                    |
| Январская                    | Верхнеудинск                                    | с 18 января по 1 февраля         | мануфактура, чай, хлеб                     |
| Крестовоздвиженская          | Верхнеудинск                                    | с 15 по 28 февраля               | мануфактура, рыба                          |
| Анинская                     | село Анинское, Голзотойской волости             | декабрь                          | мануфактура, бакалея, чугун, железо        |
| Тарбагатайская (с 1849 года) | село Тарбагатай                                 | с 6 по 13 января                 | мануфактура, бакалея, чугун, железо        |
| Петровскозаводская           | Петровский Завод                                | январь                           | мануфактура, бакалея, чугун, железо        |
| Кабанская                    | село Кабанское, Кабанской волости               | с 6 по 9 декабря и с 9 по 11 мая | хлеб, рыба, конопля, продукция с\хозяйства |
| Кударинская-Екатерининская   | село \|Кударинская, Кударинской волости         | с 24 по 26 ноября                | свинина, рыба, овёс                        |
| Спасо-Преображенская         | село Чертовкино                                 | с 6 августа по 20 сентября       | рыба, мануфактура, кожа, бакалея           |

## Управление округом
В 1822 году на основании Законоположения «Учреждения об управлении сибирских губерний» было учреждено Верхнеудинское окружное правление. Правление ведало всеми административными и хозяйственными вопросами в Верхнеудинске и Верхнеудинском округе.
Правление было упразднено в 1917 году.

## Экономика

### Земледелие

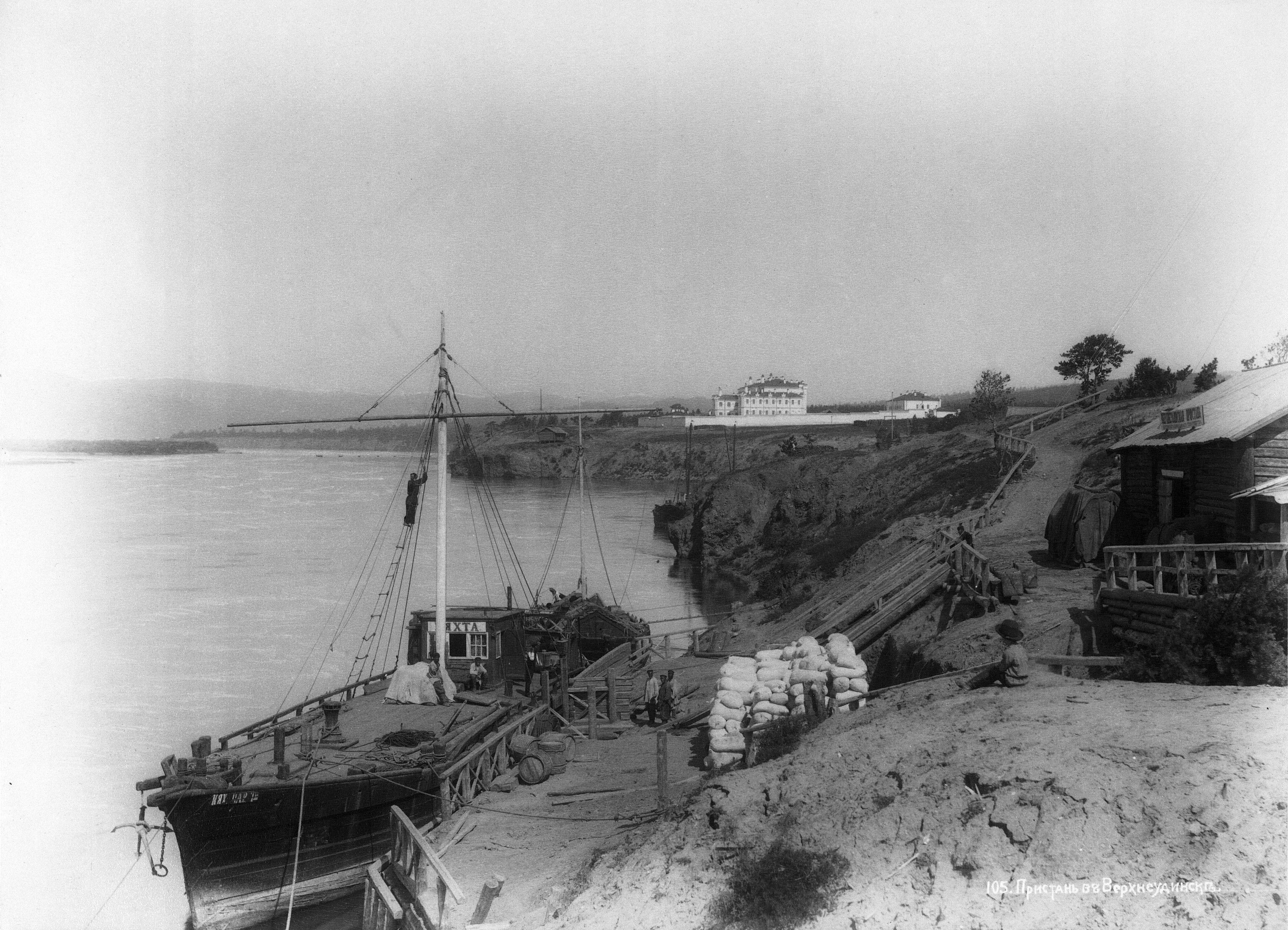
Пристань в Верхнеудинске, конец XIX века.

Земледелие и огородничество лучше развито у русских по Хилку и Чикою, особенно у семейских; буряты делают засевы хлебов, но огородничества у них нет, и орошение и удобрение они применяют преимущественно к сенокосным лугам. Хлеб из округа сбывается в восточную половину области и на Амур.

### Скотоводство
Распространено коневодство и, на бесснежных степях, разведение овец монгольской породы, с мелким курдюком. Лошади и коровы мелки, коровы малоудойны. Шерсть овечья отправляется в Иркутск; делались попытки отправления её в Лондон через китайский порт Тянь-цзин.

### Охота
На лесистых окраинах округа, особенно в вершинах Чикоя, жители занимаются звероловством, бьют белок (до 150000 в год), медведей, коз и изюбрей. В вершинах Чикоя добывается особый, неважный (чикойский) сорт соболя; рога изюбрей, так называемые панты, через Кяхту сбываются в Китай; в деревнях по Чикою крестьяне держат изюбрей в загородках, в полуодомашненном состоянии, с целью снимать с них ежегодно рога.

### Промыслы
Кустарные промыслы и ремесла в округе не развиты. Часть жителей Бичурской и Тарбагатайской волостей уходит для заработков на прииски Нерчинского округа и Амурской области.

### Промышленность
Из заводов важнейшие: 2 винокуренные, стеклянный, паровая крупчатая мельница и казённый железоделательный Петровский завод (на р. Баляге, прав. притоке Хилка).
В округе есть неразрабатываемые руды: железный блеск по реке Бряни, железная охра по pp. Косурту и Мыкырту, магнитный железняк в 25 верстах от станции Курбинской, медные руды около станции Кульской и свинцовые руды по реке Худуну.
Золотые россыпи в вершинах Чикоя и Хилка разрабатываются только старателями и хищниками; добываемое золото, в количестве около 50 пудов, целиком уходит в Китай контрабандой.

## Образование
Училищ в округе в 1891 г. было 13, учащихся 458. Детей-бурят, обучавшихся в русских школах, в 1889 г. было 38. Медленнее всего развивается школьное дело в среде семейских.

## Источник
- Верхнеудинский округ // Энциклопедический словарь Брокгауза и Ефрона : в 86 т. (82 т. и 4 доп.). — СПб., 1890—1907.